# Refuge de Tacheddirt
Das Refuge de Tacheddirt ist eine Schutzhütte der Sektion Casablanca des Club Alpin Français. Sie liegt im Hohen Atlas auf einem Ausläufer, in einer wilden Hochgebirgslandschaft mit schneebedeckten Korridoren im Sommer, in der Region Marrakesch-Safi in Marokko.